# Flames United SC
El Flames United SC es un equipo de fútbol de Sint Maarten que juega en el Campeonato de fútbol de Sint Maarten, el torneo de fútbol más importante del país.

## Historia
Fue fundado en enero de 2010 en la capital Philipsburg y también cuenta con una sección de fútbol sala. Desde su inicio fueron un club yo-yo, ascendiendo y descendiendo de categoría hasta que tras dos temporadas en la máxima categoría, lograron el título nacional en la temporada 2014/15.

### Participación internacional
En enero de 2016 se anunció que el club iba a representar a la isla como Sint Maarten en la Copa del Caribe de 2016 en su etapa eliminatoria, pero el club lo vio poco adecuado luego de que mostaran interés de participar por primera vez en el Campeonato de Clubes de la CFU como los campeones de liga local.
En 2017 se convirtió en el primer equipo de fútbol de Sint Maarten en participar en una competición internacional, en el Campeonato de Clubes de la CFU 2017 en donde fue eliminado en primera ronda.

## Palmarés
- Campeonato de fútbol de Sint Maarten: 2

2014/15, 2020/21
- Excellence Division: 1

2013 and runners-up in 2012.

## Participación en competiciones de la Concacaf
| Temporada | Torneo                | Ronda          | Club               | Resultado |
| --------- | --------------------- | -------------- | ------------------ | --------- |
| 2017      | CFU Club Championship | Grupo E        | San Juan Jabloteh  | 0–9       |
| 2017      | CFU Club Championship | Grupo E        | System 3           | 2–9       |
| 2017      | CFU Club Championship | Grupo E        | CS Moulien         | 0–8       |
| 2021      | CFU Club Championship | Fase de grupos | Universidad O&M FC | 1–11      |
| 2021      | CFU Club Championship | Fase de grupos | Inter Moengotapoe  | 0–12      |